# ミネハハ 秘密の森の少女たち
『ミネハハ 秘密の森の少女たち』（ミネハハ ひみつのもりのしょうじょたち、原題：The Fine Art of Love: Mine Ha-Ha）は、2005年の映画。イタリア・イギリス・チェコ合作。原作はフランク・ヴェデキントの小説『ミネハハ』。同作品を原作とした映像作品には、前年に公開された『エコール』があり、本作と比較されることも多い。特に、日本においてはDVDパッケージも『エコール』を意識したものになっている。
エコールに比べ、少女達の年齢層は高く設定され、その分残酷な描写も多く、ホラー色が強い作品となっている。

## あらすじ
森の中にある全寮制の女子校。ここで暮らす少女達は外部との接触を制限され、バレエ、器楽、礼儀作法などのレッスンを受けている。最上級生達には学園のスポンサーである「公爵」に成果を見せるバレエ公演が近づいており、ヒダラ、メルジーニ、ブランカの3名が主役候補に選ばれていた。ヒダラに疑似恋愛的な好意を抱くイレーネは、彼女と口づけを交わし、同じベッドで眠るよう誘う。
ある日、好奇心の強いヴェラが秘密の図書室の鍵を盗み、ヒダラ、イレーネ、メルジーニを誘って中へ侵入すると、偶然そこにいた校長が隠し扉の中へ入るのを目撃する。後日、ヴェラ、ヒダラ、イレーネの3人は再び図書室に入り、そこに保管されていた資料から、学内のバレエ教師であるゲルトルートやシンバが学園の卒業生だったことを知る。そしてさらに隠し扉を開け秘密の部屋へ入ると、そこには生徒達のプロフィールが保管されていた。しかしある引き出しを開けた途端警報が鳴り、逃げ遅れたヴェラが閉じ込められてしまう。やがて警報に反応して図書室にやって来た校長は中にヴェラがいることを確信するが、意図的に放置。そして後日、ヴェラの失踪を「脱走」として隠蔽する。
ヴェラの失踪を怪しんだメルジーニは、ヴェラの消息を求めて外部との接触を図る。しかし数日後の夜、ヴェラらしき遺体が埋められるのを目撃してパニックになり、脱走しようとした所を番犬に襲われる。重傷を負ったメルジーニはモルヒネの投与により「安楽死」させられた。
ヘレナと貴婦人が、バレエのレッスンを見学に訪れ、ヒダラとブランカを全裸にして体を眺め、ブランカを主役に決定する。これを見たイレーネはヒダラを主役にしたい一心で、ブランカがゲルトルートと恋仲であることを校長に密告し、二人を学園から「追放」処分させる。
公演当日、少女達のバレエに「公爵」は満足し、深紅の薔薇をヒダラに投げ与える。しかしその薔薇の意味を悟ったイレーネはショックを受け、幕間に首吊り自殺する。親友を失ったヒダラは踊りながら背景幕に放火し、劇場は騒然となるが、「公爵」はヒダラを抱きかかえて連れ去る。校長とシンバはその様子を喜ぶのだが、そこにヘレナが現れる。

## キャスト
- 校長 - ジャクリーン・ビセット
- ヒダラ - メアリー・ナイ
- イレーネ - ハナ・テイラー・ゴードン
- ヴェラ - ナタリア・テナ
- メルジーニ - アンナ・マグワイア
- ブランカ - エミリー・ピム
- ゲルトルート - シルヴィア・デ・サンティ
- シンバ - エヴァ・グリマルディ
- ヘレナ - ガラテア・ランツィ
- 王子 - ウルバノ・バルベリーニ